# Žalm 8
Žalm 8 („Hospodine, Pane náš, jak vznešené je tvoje jméno“) je biblický žalm. Žalm je nadepsán těmito slovy: „Pro předního zpěváka podle gatského způsobu. Žalm Davidův.“ Podle některých vykladačů toto nadepsání znamená, že žalm byl určen k tomu, aby jej při určitých příležitostech odzpívával zkušený zpěvák za přítomnosti krále z Davidova rodu, a to buď za doprovodu nějakého gatského hudebního nástroje nebo podle gatského nápěvu. Raši vysvětluje, že ve městě Gat se opravdu nacházeli řemeslníci, kteří byli proslulí výrobou konkrétního hudebního nástroje.

## Užití v liturgii
V židovské liturgii je žalm podle některých sidurů součástí svátku Jom kipur katan (Malého dne smíření), který je slaven v předvečer Roš chodeš. Spis Šimuš Tehilim („Užití Žalmů“), jehož autorem je zřejmě židovský učenec Chaj Ga'on (939–1038), navíc uvádí, že recitace 8. žalmu je prospěšná těm, kteří potřebují získat přízeň v očích jiných lidí, nebo chtějí ukonejšit plačící dítě.